# Clube dos 27

Grafite do Clube dos 27 em Tel Aviv, representando vários membros do clube. Da esquerda para a direita: Brian Jones, Jimi Hendrix, Janis Joplin, Jim Morrison, Jean-Michel Basquiat, Kurt Cobain e Amy Winehouse.

O Clube dos 27 é um termo que se refere à crença de que um número anormalmente alto de músicos da música popular morreram aos 27 anos.
Músicos notórios por fazerem parte do Clube dos 27 são: Brian Jones (The Rolling Stones), Jimi Hendrix (The Jimi Hendrix Experience), Janis Joplin (Big Brother and the Holding Company), Jim Morrison (The Doors), Pete Ham (Badfinger), Jean-Michel Basquiat, Kurt Cobain (Nirvana) e Amy Winehouse.

## Fenómeno cultural
Começando com as mortes de vários músicos populares de 27 anos entre 1969 e 1971 (tais como Brian Jones, Jimi Hendrix, Janis Joplin, e Jim Morrison), morrer aos 27 tornou-se, e continua, um assunto perene na cultura popular, jornalismo de celebridades, e na história da indústria de entretenimento. Este fenómeno cultural, que veio a ficar conhecido como o "Clube dos 27", atribui um significado especial a músicos, artistas, atores, e outras celebridades que morreram com 27 anos, frequentemente pelo uso excessivo de bebidas alcoólicas ou drogas, ou meios violentos como homicídio ou suicídio, ou acidentes relacionados com transporte. O fenómeno cultural deu crescimento a um mito urbano que as mortes das celebridades são mais comuns aos 27, uma afirmação que tem vindo a ser refutada por pesquisas estatísticas.

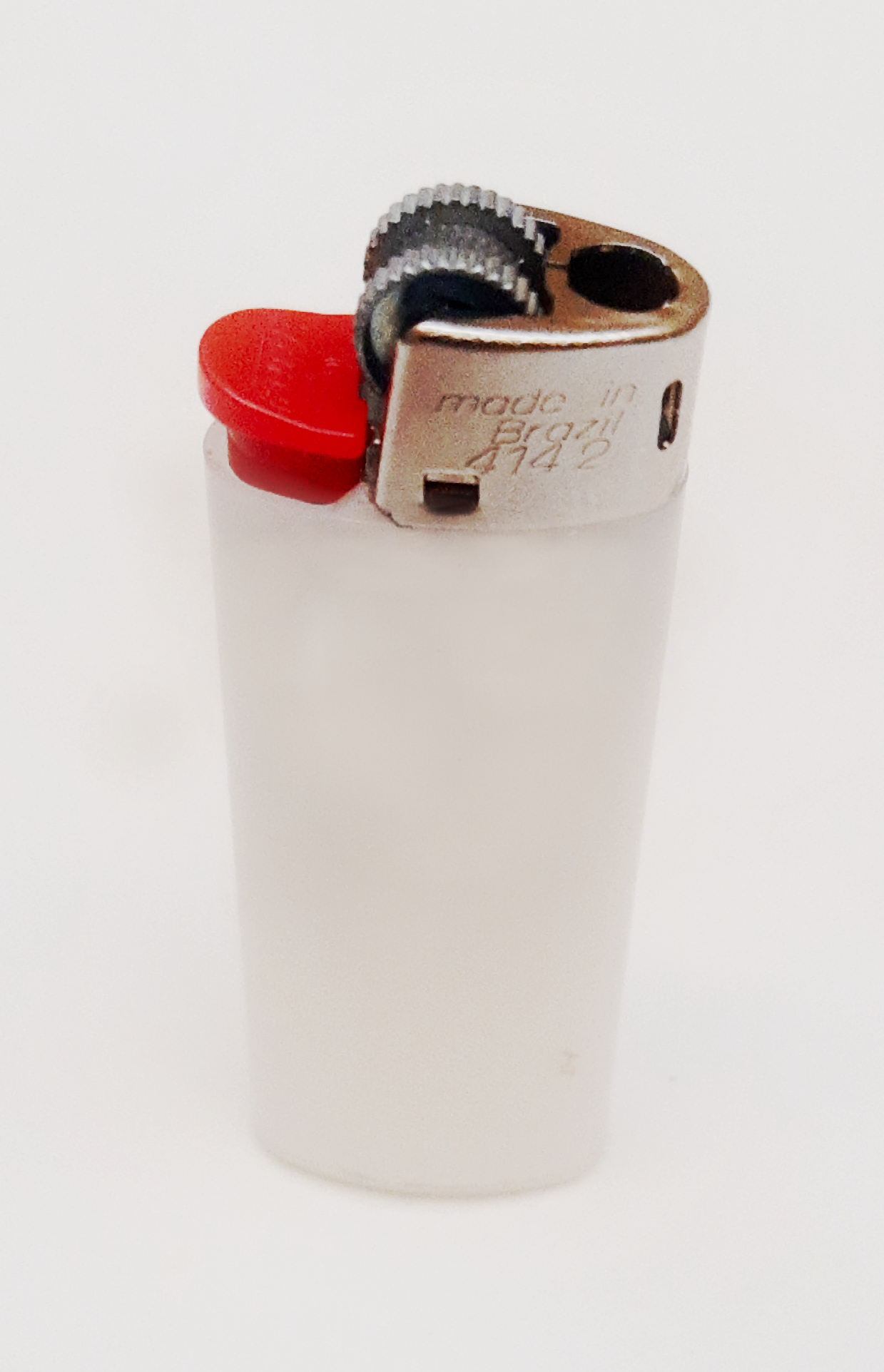
Um isqueiro branco Bic.

### O mito do isqueiro branco
O mito do isqueiro branco ou maldição do isqueiro branco é uma lenda urbana baseada no Clube dos 27 que afirmava que diversos músicos e artistas faleceram possuindo um isqueiro de cigarro branco, fazendo tal item ser associado com má sorte. O mito é baseado principalmente nas mortes de Jimi Hendrix, Janis Joplin, Jim Morisson e Kurt Cobain.. O mito foi associado com a cultura da maconha.
Em 2017, a página de internet Snopes.com publicou um artigo pondo em xeque a teoria, observando que a Bic não começou a produzir isqueiros descartáveis senão vários anos após as mortes de certos membros dos clube dos 27, (dentre eles Hendrix, Joplin e Morrison) e que isqueiros descartáveis de outras marcas ainda não eram produtos amplamente disponíveis à época.

## História

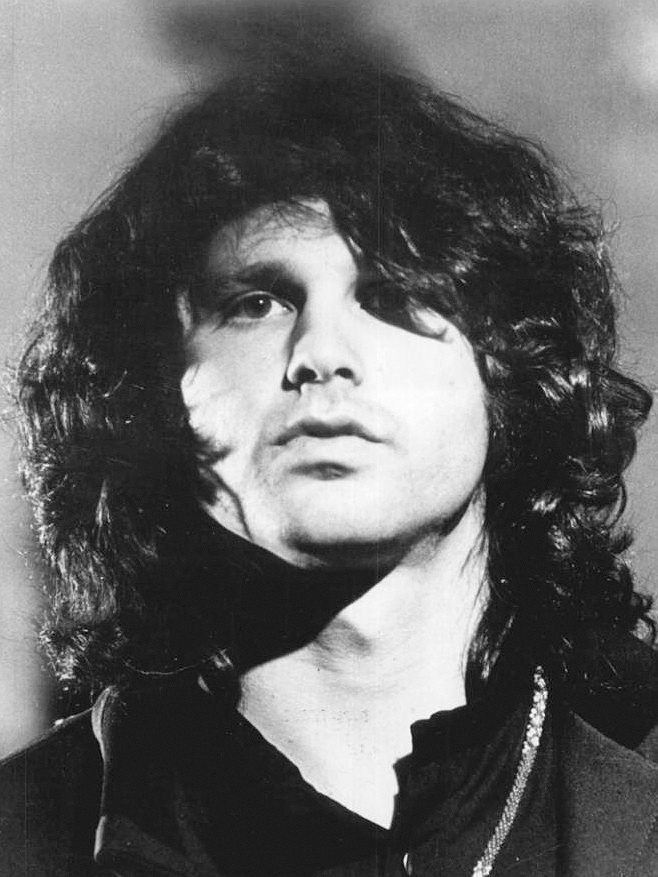
Jim Morrison, cantor principal da banda de rock The Doors e entre as primeiras pessoas a serem associadas ao Clube dos 27.

Brian Jones, Jimi Hendrix, Janis Joplin, e Jim Morrison morreram todos aos 27 anos entre 1969 e 1971. Na altura, a coincidência deu crescimento a algum comentário, mas, segundo o biógrafo de Hendrix e Kurt Cobain, Charles R. Cross, "Não foi até Kurt Cobain tirar a própria vida em 1994 que a ideia do Clube dos 27 chegou ao zeitgeist popular". Cross afirma que o "lançamento do conceito do Clube" pode ser traçado à crescente influência da internet e ao jornalismo sensacionalista de celebridades na cultural popular nos anos que se seguiram à morte de Cobain, como também interpretações da media de uma declaração da mãe de Cobain, Wendy Fradenburg Cobain O'Connor, citada no jornal local de Aberdeen, Washington, The Daily World, e subsequentemente levado mundialmente pela Associated Press: "Agora ele foi-se e juntou-se aquele clube estúpido. Eu disse-lhe para não se juntar aquele clube estúpido".

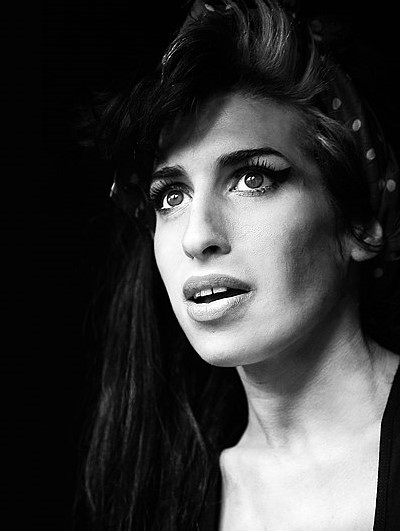
Amy Winehouse foi a última pessoa a adentrar o Clube dos 27, falecendo em 2011.

R. Gary Patterson, cronista de mitos urbanos da música rock, concorda com as interpretações de Cross e alguns jornalistas contemporâneos que a mãe de Cobain se referia a Hendrix, Joplin, e Morrison. Outros ligam a sua fala às então recentes mortes relacionadas com a heroína de jovens músicos de rock de Seattle, tais como Stefanie Sargent de 7 Year Bitch e Andrew Wood de Mother Love Bone. Por outro lado, Eric Segalstad, autor de 'The 27s: The Greatest Myth of Rock & Roll (Os 27s: O Maior Mito do Rock & Roll), afirma que ela se queria referir à morte dos dois tios de Cobain e o seu tio-avô, todos os quais cometeram suicídio. Cross, dispensou "a noção absurda que Kurt Cobain intencionalmente programou a sua morte para que se pudesse juntar ao Clube dos 27", notando que Cobain "quase tinha morrido de uma overdose de drogas em pelo menos duas dezenas de ocasiões no ano anterior à sua morte... [e] fez várias tentativas de suicídio em variadas idades."
Em 2011, dezassete anos depois da morte de Cobain, Amy Winehouse morreu aos 27 anos, levando a um renovado crescimento de atenção dos media ao Clube dos 27. Três anos antes, o assistente pessoal de Winehouse, Alex Haines, disse à imprensa britânica que Winehouse, então com 25, temia que se ia juntar a Jim Morrison, Brian Jones, e Kurt Cobain em morrer aos 27: "Ele achou que se juntaria ao Clube dos 27 de estrelas de rock que morreram com essa idade. Ela disse-me, 'Eu sinto que vou morrer jovem'".

## Estudos científicos
Apesar da significância cultural dada às mortes de músicos e celebridades aos 27 anos, a afirmação comum de que elas são estatisticamente mais comuns nesta idade é um mito urbano, refutado por pesquisa científica.
Um estudo por académicos universitários publicados no British Medical Journal em dezembro de 2011 concluiu que não havia aumento no risco de morte para músicos com 27 anos, dizendo que existiam igualmente aumentos pequenos aos 25 e 32. O estudo afirma que músicos jovens adultos têm uma taxa de mortalidade mais alta que a população de jovens adultos geral, presumindo que "fama possa aumentar o risco de morte entre músicos, mas este risco não é limitado à idade 27".
Um artigo de 2014 do The Conversation sugeriu que provas estatísticas mostram que músicos populares têm mais probabilidade de morrer aos 56 anos (2.2% comparado ao 1.3% aos 27).

## Na cultura popular
O Clube dos 27 aparece frequentemente pelo nome e referência e cultura popular e meios de comunicação. Várias exibições têm sido dedicadas à ideia, como também romances, filmes, peças de teatro, canções, vídeo-jogos e banda desenhada.

### Música
- O nome da canção "27" dos Fall Out Boy do seu álbum de 2008 Folie à Deux é uma referência ao clube. A letra explora os estilos de vida hedonísticos comuns no rock and roll. Pete Wentz, o principal letrista da banda, escreveu a canção porque sentia que estava a viver um estilo de vida similarmente perigoso.[27]
- A canção "28" de John Craigie, que faz parte do seu álbum de 2009 Montana Tale, e do álbum ao vivo de 2018 Opening for Steinbeck, é escrito da perspetiva dos membros do Clube dos 27 Jim Morrison, Janis Joplin, e Kurt Cobain, enquanto cada um contempla a sua respetiva mortalidade e imagina o que poderiam ter feito de diferente "se eu pudesse ter chegado aos vinte e oito".[28][29]
- O tema é referido na canção "27 para Sempre" de Eric Burdon, no seu álbum de 2013 'Til Your River Runs Dry.[30]
- A banda Letlive tem uma canção chamada "27 Club" no seu álbum de 2013 The Blackest Beautiful.[31]
- O álbum de estúdio de 2013 de Magenta The Twenty Seven Club faz uma referência direta ao clube. Cada faixa é um tributo a um membro do clube.[32]
- A canção de Daughtry "Love Live Rock & Roll" do seu álbum de 2013 Baptized faz uma referência ao clube com a letra "têm para sempre 27 – Jimi, Janis, Brian Jones".
- O rapper Watsky faz referência ao clube na sua canção de 2014 "All You Can Do" com a letra, "Eu tentei juntar-me ao Clube dos 27; eles expulsaram-me." A canção faz também referência aos membros do clube; Amy Winehouse, Janis Joplin, Jimi Hendrix, Kurt Cobain, Jim Morrison, e Brian Jones.
- A música de 2015 de Mac Miller "Brand Name" tem a letra "Para toda a gente que me vende drogas: Não a misturem com essa porcaria; espero não me juntar ao Clube dos 27". Miller morreu aos 26 anos, depois de consumir comprimidos de oxicodona falsificados que continham fentanil.
- A música "27 Club" de Ivy Levan, lançada como um single promocional para o seu álbum de 2015 No Good, refere-se ao clube.[33]
- A canção "Colors" de Halsey, do seu álbum de estreia em 2015, Badlands, inclui a frase "Eu espero que chegues ao dia em que tenhas 28 anos".[34]
- O álbum de 2016 de JPEGMafia, Black Ben Carson, inclui uma música intitulada "The 27 Club", na qual a canção faz referência ao clube. Ele refere-se aos membros Jimi Hendrix, Janis Joplin, e Kurt Cobain.[35]
- A música de 2016 de Frank Ocean "Nights" tem a letra "Nenhum isqueiro branco até foder o meu 28º", referindo-se ao mito do isqueiro branco associado aos membros do clube dos 27.
- Adore Delano lançou uma música chamada "27 Club" no seu álbum de estúdio de 2017 Whatever, com a letra repetida "Todas as lendas morrem aos vinte e sete". Delano tinha 27 anos na altura do lançamento.[36]
- Em 2017, as MonaLisa Twins lançaram "Club 27", uma canção no seu álbum "Orange", sobre o Clube dos 27.[37]
- Juice Wrld referiu-se ao clube na sua canção de 2018 "Legends", onde diz "O que é o Clube dos 27? Não vamos passar dos 21". A música foi dedicada a XXXTentacion, que foi morto aos 20, e Lil Peep, que morreu de overdose aos 21.[38]
- The Pretty Reckless lançaram uma canção intitulada "Rock and Roll Heaven" no seu álbum de estúdio de 2021 Death by Rock and Roll. A canção é sobre o clube e menciona na letra Jimi Hendrix, Janis Joplin e Jim Morrison. A vocalista Taylor Momsen escreveu a canção após entrar num estado depressivo pelas mortes do seu produtor Kato Khandwala e Chris Cornell. A banda de Momsen abriu o concerto na noite da morte de Cornell.[39]
- A música "Dark Side" de Blind Channel, a entrada finlandesa para a Festival Eurovisão da Canção 2021, inclui a letra "Como o Clube dos 27, tiro na cabeça, nós não queremos crescer".[40]
- Charly García, juntamente com David Lebón, lançou a canção “El club de los 27” no seu álbum La lógica del escorpión de 2024 [41], na qual fala sobre este clube, mencionando membros como Brian Jones e Kurt Cobain. [42]
- O rapper, escritor e produtor RM, na sua música "Stop the Rain" lançada em 2025 também cita o clube, "Quando eu era criança, tinha certeza que ia fazer parte do Clube dos 27, hum" referenciando a pressão que grande partes dos artistas sofrem na indústria.[43]

### Vídeo-jogos
- No vídeo-jogo de 2016 Hitman, uma das missões no jogo, 27 Club, envolve matar um músico indie que está a celebrar o seu 27º aniversário.[44]

### Banda desenhada
- O enredo central do mangá Shiori Experience, publicado pela primeira vez em 2013 por Yuko Osada, é um ritual demoníaco no qual uma pessoa faz contacto com o espírito de um músico do Clube dos 27. Em troca, eles têm de se tornar numa lenda de calibre semelhante até ao seu 28º aniversário para evitar a morte. A série apresenta personagens assombradas pelos membros do clube, incluindo Jimi Hendrix, Kurt Cobain, e Janis Joplin.
- O cartoonista Luke McGarry criou a banda desenhada O Clube dos 27 para a MAD Magazine, estreando em 2018.[45] A banda desenhada apresenta Jimi Hendrix, Janis Joplin, Brian Jones, Robert Johnson, Amy Winehouse, Jim Morrison, e Kurt Cobain como estrelas pop paranormais a descenderem até ao céu do Rock & Roll para salvar o planeta com a ajuda do médium mortal Keith Richards

## Membros identificados
Por o Clube dos 27 ser inteiramente nocional, não existem membros oficiais. As tabelas abaixo listam indivíduos explicitamente descritos como "membros" do Clube dos 27 por jornalistas e escritores em vários livros e publicações.
Algumas mortes ligadas ao Clube dos 27 precedem a sua emergência como um fenómeno cultural. O músico de blues Robert Johnson, que morreu em 1938, é um dos músicos populares mais antigos incluído por várias fontes.
Apesar da associação original do clube com mortes de músicos populares, fontes posteriores começaram a ligar atores, artistas, atletas, e outras celebridades ao Clube dos 27. Rolling Stone incluiu o ator televisivo Jonathan Brandis, que cometeu suicídio em 2003, à lista de membros do Clube dos 27. Anton Yelchin, que tocou numa banda de rock punk mas ficou mais conhecido como ator de cinema, também foi descrito como um membro do clube na sua morte em 2016. Jean-Michel Basquiat também foi ligado ao clube apesar de ser conhecido maioritariamente como pintor, com a sua carreira musical a ser relativamente curta e obscura.
| Foto | Nome                 | Data da morte          | Causa oficial da morte         | Ocupação | Idade             |
| ---- | -------------------- | ---------------------- | ------------------------------ | --- | ----------------- |
|      | Brian Jones          | 3 de julho de 1969     | afogamento                     | Músico multi-instrumentista. Membro fundador dos Rolling Stones.                                                                 | 27 anos, 125 dias |
|      | Jimi Hendrix         | 18 de setembro de 1970 | asfixia devido a uso de drogas | Guitarrista, compositor e líder das bandas The Jimi Hendrix Experience e Band of Gypsys.                                         | 27 anos, 295 dias |
|      | Janis Joplin         | 4 de outubro de 1970   | overdose de heroína e álcool   | Vocalista principal e compositora das bandas Big Brother and the Holding Company, The Kozmic Blues Band e Full Tilt Boogie Band. | 27 anos, 258 dias |
|      | Jim Morrison         | 3 de julho de 1971     | insuficiência cardíaca         | Vocalista, líder e principal compositor da banda The Doors.                                                                      | 27 anos, 207 dias |
|      | Pete Ham             | 24 de abril de 1975    | suicídio por enforcamento      | Membro fundador, vocalista, guitarrista e compositor da banda Badfinger.                                                         | 27 anos, 362 dias |
|      | Jean-Michel Basquiat | 12 de agosto de 1988   | overdose de speedball          | Pintor e grafiteiro; formou a banda Gray                                                                                         | 27 anos, 234 dias |
|      | Kurt Cobain          | 5 de abril de 1994     | suicídio por arma de fogo      | Membro fundador, vocalista, guitarrista e compositor da banda Nirvana.                                                           | 27 anos, 44 dias  |
|      | Amy Winehouse        | 23 de julho de 2011    | intoxicação alcoólica          | Cantora e compositora britânica.                                                                                                 | 27 anos, 312 dias |

| Nome                      | Data da morte             | Causa da morte                                                                             | Ocupação                                                                                       | Idade              |
| ------------------------- | ------------------------- | ------------------------------------------------------------------------------------------ | ---------------------------------------------------------------------------------------------- | ------------------ |
| Alexandre Levy            | 17 de janeiro de 1892     | Desconhecida                                                                               | Compositor, pianista e maestro                                                                 | 27 anos e 68 dias  |
| Louis Chauvin             | 26 de março de 1908       | Esclerose neurosifilítica                                                                  | Músico de ragtime                                                                              | 27 anos e 13 dias  |
| Rupert Brooke             | 23 de abril de 1915       | Sépsis                                                                                     | Poeta                                                                                          | 27 anos e 263 dias |
| Robert Johnson            | 16 de agosto de 1938      | Desconhecida                                                                               | Músico de blues                                                                                | 27 anos e 100 dias |
| Gazi do Iraque            | 4 de abril de 1939        | Acidente rodoviário, provavelmente homicídio                                               | Rei do Iraque (1933-39)                                                                        | 27 anos e 14 dias  |
| Nat Jaffe                 | 5 de agosto de 1945       | Complicações decorrentes de pressão alta                                                   | Pianista de jazz swing                                                                         | 27 anos e 216 dias |
| Jesse Belvin              | 6 de fevereiro de 1960    | Acidente automobilístico, suspeita de crime                                                | Cantor e compositor de R&B, pianista                                                           | 27 anos e 53 dias  |
| Rudy Lewis                | 20 de maio de 1964        | Overdose                                                                                   | Vocalista do The Drifters                                                                      | 27 anos, 271 dias  |
| Joe Henderson             | 24 de outubro de 1964     | Ataque cardíaco                                                                            | Cantor de R&B e gospel                                                                         | 27 anos e 183 dias |
| Malcolm Hale              | 30 de outubro de 1968     | Envenenamento por monóxido de carbono                                                      | Membro original e guitarrista dos Spanky and Our Gang                                          | 27 anos e 166 dias |
| Dickie Pride              | 26 de março de 1969       | Overdose                                                                                   | Cantor de rock britânico                                                                       | 27 anos e 156 dias |
| Alan "Blind Owl" Wilson   | 3 de setembro de 1970     | Overdose                                                                                   | Líder, vocalista e compositor do Canned Heat                                                   | 27 anos e 61 dias  |
| Arlester "Dyke" Christian | 13 de março de 1971       | Homicídio                                                                                  | Vocalista e baixista dos Dyke & the Blazers                                                    | 27 anos e 207 dias |
| Leslie Harvey             | 3 de maio de 1972         | Eletrocussão                                                                               | Guitarrista em várias bandas escocesas, mais notoriamente Stone the Crows                      | 27 anos e 232 dias |
| Pamela Courson            | 25 de abril de 1974       | Overdose                                                                                   | Companheira de longa data de Jim Morrison e herdeira do seu imóvel                             | 27 anos e 124 dias |
| Linda Jones               | 14 de março de 1972       | Coma diabético                                                                             | Cantora de R&B                                                                                 | 27 anos            |
| Les Harvey                | 3 de maio de 1972         | Eletrocução                                                                                | Guitarrista do Stone the Crows                                                                 | 27 anos            |
| Evaldo Braga              | 31 de janeiro de 1973     | Acidente automobilístico                                                                   | Cantor e compositor brasileiro de música brega e black music.                                  | 27 anos            |
| Ron "Pigpen" McKernan     | 8 de março de 1973        | Hemorragia gastrointestinal                                                                | Membro fundador, teclista e vocalista do Grateful Dead                                         | 27 anos e 181 dias |
| Roger Lee Durham          | 27 de julho de 1973       | Ferimentos em decorrência de uma queda de um cavalo                                        | Cantor e percussionista do Bloodstone                                                          | 27 anos e 163 dias |
| Wallace "Wally" Yohn      | 12 de agosto de 1974      | Acidente aéreo                                                                             | Organista do Chase                                                                             | 27 anos e 212 dias |
| Dave Alexander            | 10 de fevereiro de 1975   | Edema pulmonar                                                                             | Baixista do Stooges                                                                            | 27 anos e 252 dias |
| Gary Thain                | 8 de dezembro de 1975     | Overdose de drogas                                                                         | Ex-baixista do Uriah Heep e da banda de Keef Hartley                                           | 27 anos e 205 dias |
| Cecilia                   | 2 de agosto de 1976       | Acidente automobilístico                                                                   | Cantora espanhola                                                                              | 27 anos e 296 dias |
| Helmut Köllen             | 3 de maio de 1977         | Envenenamento por monóxido de carbono                                                      | Baixista do Triumvirat                                                                         | 27 anos e 62 anos  |
| André Paiement            | 23 de janeiro de 1978     | Suicídio                                                                                   | Dramaturgo e músico, membro da banda de rock CANO                                              | 27 anos e 209 dias |
| Chris Bell                | 27 de dezembro de 1978    | Acidente automobilístico                                                                   | Cantor e compositor do Big Star                                                                | 27 anos e 349 dias |
| Zenon De Fleur            | 17 de março de 1979       | Acidente rodoviário                                                                        | Guitarrista da banda The Count Bishops                                                         | 27 anos e 189 dias |
| Jacob Miller              | 23 de março de 1980       | Acidente automobilístico                                                                   | Vocalista do Inner Circle                                                                      | 27 anos            |
| D. Boon                   | 22 de dezembro de 1985    | Acidente automobilístico                                                                   | Guitarrista e vocalista do Minutemen                                                           | 27 anos e 266 dias |
| Alexander Bashlachev      | 17 de fevereiro de 1988   | Defenestração, possível Suicídio                                                           | Músico, compositor e poeta russo                                                               | 27 anos e 266 dias |
| Amar Singh Chamkila       | 8 de março de 1988        | Homicídio                                                                                  | Cantor, compositor e músico                                                                    | 27 anos e 231 dias |
| André Fredrik Pretorius   | 13 de outubro de 1988     | Overdose                                                                                   | Guitarrista sul-africano e um dos fundadores da banda de punk rock brasiliense Aborto Elétrico | 27 anos            |
| Pete de Freitas           | 14 de junho de 1989       | Acidente de motocicleta                                                                    | Baterista do Echo & the Bunnymen                                                               | 27 anos e 316 dias |
| Finbarr Donnelly          | 18 de junho de 1989       | Afogamento                                                                                 | Cantor de Five Go Down to the Sea?                                                             | 27 anos e 50 dias  |
| Chris Austin              | 16 de março de 1991       | Acidente de avião                                                                          | Cantor de country e guitarrista/violinista de Reba McEntire                                    | 27 anos e 20 dias  |
| Dimitar Voev              | 5 de setembro de 1992     | Cancro                                                                                     | Poeta, fundador da banda búlgara New Generation                                                | 27 anos e 107 dias |
| Mia Zapata                | 7 de julho de 1993        | Homicídio                                                                                  | Vocalista do The Gits                                                                          | 27 anos e 316 anos |
| Kristen Pfaff             | 16 de junho de 1994       | Overdose                                                                                   | Baixista do Hole e Janitor Joe                                                                 | 27 anos e 21 dias  |
| Andrés Escobar            | 2 de julho de 1994        | Homicídio                                                                                  | Futebolista                                                                                    | 27 anos e 111 dias |
| Skunk                     | 8 de julho de 1994        | Aids                                                                                       | Rapper e um dos fundadores da banda brasileira de rap rock Planet Hemp                         | 27 anos            |
| Richey James Edwards      | c. 1 de fevereiro de 1995 | Desapareceu; mais tarde declarado legalmente morto                                         | Guitarrista e compositor do Manic Street Preachers                                             | 27 anos e 41 dias  |
| Stretch                   | 30 de novembro de 1995    | Homicídio                                                                                  | Rapper                                                                                         | 27 anos e 236 dias |
| Fat Pat                   | 3 de fevereiro de 1998    | Homicídio                                                                                  | Rapper e integrante do Screwed Up Click                                                        | 27 anos e 61 dias  |
| Freaky Tah                | 28 de março de 1999       | Homicídio                                                                                  | Rapper e integrante do Lost Boyz                                                               | 27 anos e 318 dias |
| Kami                      | 21 de junho de 1999       | Hemorragia subaracnoidea                                                                   | Baterista de Malice Mizer                                                                      | 27 anos e 140 dias |
| Sean Patrick McCabe       | 28 de agosto de 2000      | Asfixia                                                                                    | Vocalista do Ink & Dagger                                                                      | 27 anos e 289 dias |
| Rodrigo Bueno             | 24 de junho de 2000       | Acidente automobilístico                                                                   | Cantor argentino                                                                               | 27 anos e 31 dias  |
| María Serrano Serrano     | 24 de novembro de 2001    | Acidente aéreo                                                                             | Backing vocal do Passion Fruit                                                                 | 27 anos e 363 dias |
| Thuy Trang                | 3 de setembro de 2001     | Acidente rodoviário                                                                        | Atriz vietnamita-americana, conhecida pelo seu papel nos Mighty Morphin Power Rangers          | 27 anos e 263 dias |
| Rico Yan                  | 29 de março de 2002       | Pancreatite aguda                                                                          | Ator filipino                                                                                  | 27 anos e 15 dias  |
| Jeremy Ward               | 25 de maio de 2003        | Overdose                                                                                   | Manipulador de som de The Mars Volta e De Facto                                                | 27 anos e 20 dias  |
| Jonathan Brandis          | 12 de novembro de 2003    | Suicídio                                                                                   | Ator americano                                                                                 | 27 anos e 213 dias |
| Andrea Absolonová         | 9 de dezembro de 2004     | Glioblastoma                                                                               | Atriz porno                                                                                    | 27 anos e 349 dias |
| Bryan Ottoson             | 19 de abril de 2005       | Overdose                                                                                   | Guitarrista do American Head Charge                                                            | 27 anos e 32 dias  |
| Valentín Elizalde         | 25 de novembro de 2006    | Homicídio                                                                                  | Cantor mexicano                                                                                | 27 anos e 297 dias |
| Orish Grinstead           | c. 20 de abril de 2008    | Falência renal                                                                             | Integrante do grupo de R&B 702                                                                 | 27 anos            |
| Lily Tembo                | 14 de setembro de 2009    | Gastrite                                                                                   | Musicista zambiana                                                                             | 27 anos            |
| Johnny Ganza              | 10 de março de 2011       | Ataque de Diabetes                                                                         | Rapper Português integrante dos YK                                                             | 27 anos            |
| Thomas Fekete             | 30 de maio de 2016        | Câncer raro que se espalhou para seus pulmões e coluna (Sarcoma)                           | Guitarrista do Surfer Blood                                                                    | 27 anos            |
| Anton Yelchin             | 19 de junho de 2016       | Acidente de carro                                                                          | Ator de Star Trek, guitarrista da banda Hammerheads                                            | 27 anos            |
| Jonghyun                  | 18 de dezembro de 2017    | Suicídio. Envenenamento por monóxido de carbono.                                           | Cantor do grupo sul-coreano SHINee                                                             | 27 anos            |
| Fredo Santana             | 19 de janeiro de 2018     | Convulsão fatal. Desenvolvida de uma doença cardiovascular, com o uso excessivo de drogas. | Rapper norte-americano                                                                         | 27 anos            |
| Cha In-ha                 | 3 de dezembro de 2019     | Suicídio                                                                                   | Cantor e ator sul-coreano                                                                      | 27 anos            |
| Leandro Antônio Breda     | 12 de abril de 2020       | Dengue hemorrágica                                                                         | Cantor brasileiro de sertanejo universitário                                                   | 27 anos            |
| Benjamin Keough           | 12 de julho de 2020       | Suicídio                                                                                   | Neto de Elvis Presley                                                                          | 27 anos            |
| Rony Santana              | 23 de janeiro de 2022     | Parada cardíaca devido a diabetes                                                          | Cantor brasileiro de pagode, vocalista da banda Preto de Luxo                                  | 27 anos            |
| Aline Borel               | 21 de abril de 2022       | Homicídio                                                                                  | Cantora brasileira de funk gospel                                                              | 27 anos            |
| Tâmara Matos              | 2 de junho de 2022        | Atropelamento                                                                              | Cantora brasileira de sertanejo universitário                                                  | 27 anos            |
| Costa Titch               | 11 de março de 2023       | Causa ainda desconhecida                                                                   | Rapper sul-africano                                                                            | 27 anos            |
| Chance Perdomo            | 30 de Março de 2024       | Acidente de Moto                                                                           | Ator norte-americano                                                                           | 27 anos            |
| Ana Paula Vieira          | 12 de Maio de 2024        | Acidente de Carro                                                                          | Cantora Sertaneja                                                                              | 27 anos            |

## Outros
Em abril de 2021, foi lançado o álbum Lost Tapes of the 27 Club, que foi produzido por inteligência artificial para sintetizar vozes sem consentimento em canções que os músicos do clube não puderam gravar.